# Lichtentanne
Lichtentanne é um município da Alemanha, situado no distrito de Zwickau, no estado da Saxônia. Tem 27,33 km² de área, e sua população em 2019 foi estimada em 6.329 habitantes.